# Волфганг Блохвиц
Волфганг Блохвиц (8. фебруар 1941 — 8. мај 2005) био је источнонемачки фудбалер, играо је на позицији голмана.

## Биографија
Током клупске каријере играо је за Магдебург (1960-1966) и за Карл Цајс Јену (1966-1976). Остварио је 275 наступа у Првој лиги Источне Немачке.
За репрезентацију Источне Немачке је бранио на 17 утакмица. Учествовао је на ФИФА Светском првенству 1974. године у Западној Немачкој, као резервни голман.
Након играчке каријере, био је председник ФК Карл Цајс Јене између 1988. и 1990. године.

## Успеси
Магдебург
- Куп Источне Немачке (2): 1963/64, 1964/65.

Карл Цајс Јена
- Прва лига Источне Немачке (2): 1967/68, 1969/70.
- Куп Источне Немачке (2): 1971/72, 1973/74.